# Dodekafonija
Dodekafonija je metoda u glazbenoj kompoziciji koju je razvio Arnold Schönberg.
To je tehnika kojom se osigurava jednaka važnost svih dvanaest tonova u kromatskoj ljestvici, tako da se svaka koristi isto kao i bilo koja druga, radi sprječavanja prevladavanja bilo koje od njih. Svih dvanaest nota tako posjeduju više-manje jednaku važnost, a skladba izbjegava vezanje uz tonalitet. Ova tehnika snažno je utjecala na skladatelje sredine 20. stoljeća.